# Gens Sextilia
La gens Sextilia fue una familia de plebeyos de la Roma. El primer miembro importante de la gens fue Cayo Sextilio, tribuno consular en 379 a. C..  Ninguno de la familia obtuvo el consulado, pero perseveraron durante la historia romana desde la República temprana hasta tiempo imperial.

## Origen de la gens
El nomen Sextilius es un apellido patronímico, derivado del praenomen Sextus.  El nomen de la gens Sextia era derivado del mismo nombre, igual que el praenomen Quintus dio lugar a las gentes Quincia y Quintilia.

## Praenomina utilizadas por la gens
Los praenomina utilizados por los Sextilii incluían Gaius, Lucius, Marcus, Publius, y Quintus, todos los cuales eran muy comunes durante la historia romana.  A pesar de que el nomen Sextilius era derivado de Sextus, ninguno de sus miembros conocidos en la historia llevaron este praenomen.

## Ramas y cognomina de la gens
Los Sextilii no fueron divididos en familias con apellidos distintivos. La mayoría de los Sextilii bajo la República no llevaron ningún cognomen, pero unos cuantos apellidos se han encontrado en tiempos más tardíos y bajo el Imperio.